# كيد نيكي: راديكال نينجا
كيد نيكي: راديكال نينجا (بالإنجليزية:Kid Niki: Radical Ninja) (باليابانية:快傑ヤンチャ丸)، هي لعبة فيديو من تطوير ونشر شركتي إريم وداتا إيست اليابانيتان، حيث تم إصدارها على منصة آركيد سنة 1986، وبعدها بعام واحد صدرت على بقية المنصات ومنها نينتندو إنترتينمنت سيستم وأبل 2.